# Departamento de Cachapoal
El Departamento de Cachapoal fue una antigua entidad subnacional de Chile perteneciente a la Provincia de O'Higgins, existente entre 1883 y 1974. Su cabecera fue la ciudad de Peumo. Actualmente corresponde a la parte occidental de la Provincia de Cachapoal.

## Historia
Fue creado por la Ley de 26 de diciembre de 1883, que a su vez creó la Provincia de O'Higgins y los Departamentos de Rancagua y Maipo. Se encontraba compuesta por las siguientes municipalidades y subdelegaciones:
| Municipalidad | Subdelegaciones                                          |
| ------------- | -------------------------------------------------------- |
| Peumo         | 1a. Peumo                                                |
| La Rosa       | 2a. Codao                                                |
| Llallauquén   | 3a. El Carmen, 4a. El Manzano                            |
| Coltauco      | 5a. Idahue, 6a. Coltauco, 7a. El Almendro, 8a. El Parral |

El 28 de enero de 1928, el Decreto con Fuerza de Ley 8.582 reorganiza la división territorial del país. Esto implica se suprime la Provincia de O'Higgins y los Departamentos de Rancagua y Cachapoal pasan a depender administrativamente de la Provincia de Colchagua. En tanto, la cabecera de Cachapoal se traslada a San Vicente de Tagua Tagua y se efectúan las siguientes modificaciones:

Artículo 1.o Divídese el país en las siguientes provincias, departamentos y territorios: [...]

PROVINCIA DE SANTIAGO.- Capital Santiago.- Departamentos: Santiago, Melipilla y Maipo;

PROVINCIA DE COLCHAGUA.- Capital Rancagua.- Departamentos: Rancagua, Cachapoal, Caupolicán, San Fernando y Santa Cruz;

Art. 2.o Los departamentos tendrán por límites los fijados por el decreto-ley número 354, de 17 de Marzo de 1925, y sus actuales cabeceras, con las modificaciones siguientes, además de las arriba indicadas: [...]

13. El departamento de Rancagua estará formado por el territorio del actual departamento de este nombre, por el de las antiguas subdelegaciones 5.a Idahue, 6.a Coltauco, 7.a Almendro y 8.a Parral, del actual departamento de Cachapoal, y por la parte del actual departamento de Caupolicán, que queda comprendida dentro de la hoya hidrográfica del alto río Cachapoal, aguas arriba de su confluencia con el río Claro;

14. El departamento de Cachapoal estará formado por el territorio de las antiguas subdelegaciones 1.a Peumo 2.a Codao, 3.a El Carmen y 4.a El Manzano, del departamento de este nombre; por las antiguas subdelegaciones 16 Quilamuta, 17 Carén, 18 Alhué y 19 El Asiento, del actual departamento de Melipilla, y por las antiguas subdelegaciones 9.a Zúñiga, 10 Pichidegua, 11 Pencahue, 12 Tagua-Tagua y 16 Larmahue, del actual departamento de San Vicente. La cabecera del departamento de Cachapoal es la Villa de San Vicente;
DFL 8582.

Ese mismo día es publicado el DFL 8.583 que dispuso la creación de nuevas comunas en el territorio departamental:
| Municipalidad | Subdelegaciones                                          |
| ------------- | -------------------------------------------------------- |
| San Vicente   | 9a. Zúñiga, 11a. Pencahue, 12a. San Vicente              |
| Alhué         | 16a. Quillamuta, 17a. Carén, 18a. Alhué, 19a. El Asiento |
| Cabras        | 3a. El Carmen, 4a. El Manzano                            |
| Peumo         | 1a. Peumo, 2a.La Rosa                                    |
| Pichidegua    | 10a. Pichidegua, 11a. Larmahue                           |

La Ley 5.376 del 24 de enero de 1934 restableció la Provincia de O'Higgins, y con ella, la cabecera de Cachapoal volvió a ser Peumo.